# Black Samurai
Black Samurai is een Amerikaanse film uit 1977. De film bevindt zich in het publiek domein.

## Rolverdeling
| Acteur                 | Personage             |
| ---------------------- | --------------------- |
| Jim Kelly              | Robert Sand           |
| Bill Roy               | Janicot               |
| Roberto Contreras      | Chavez                |
| Marilyn Joi            | Synne                 |
| Essie Lin Chia         | Toki Konuma           |
| Biff Yeager            | Pines                 |
| Charles Grant          | "Bone"                |
| Jace Khan              | Jace                  |
| Erwin Fuller           | Bodyguard             |
| Grace St. Esprit       | Cleo                  |
| Peter Dane             | Farnsworth            |
| Felix Silla            | Rheinhardt            |
| Cowboy Lang            | zichzelf              |
| Little Tokyo           | zichzelf              |
| Jerry Marin            | Spiro "Shotgun Spiro" |
| Alfonso Walters        |                       |
| Charles Walter Johnson |                       |
| Regina Carrol          | Voodoo-danser         |
| Jesus Thillet          | Martial Arts-vechter  |
| Cliff Bowen            | Martial Arts-vechter  |
| D'Urville Martin       |                       |
| Aldo Ray               | DRAGON baas           |